# Chester Borrows
Kerry James «Chester» Borrows (Nelson, 20 de juny de 1957 - 27 de febrer de 2023) fou un polític neozelandès i diputat de la Cambra de Representants de Nova Zelanda, representant la circumscripció electoral de Whanganui des de les eleccions de 2005 fins al 2017. Era membre del Partit Nacional i formà part del gabinet de John Key.

## Inicis
Borrows inicialment treballà com a policia. Va anar al Col·legi Nayland (Nayland College) a Nelson i després es graduà amb un LLB de la Universitat Victòria de Wellington. Començà a ser advocat a partir del maig de 2002.

## Diputat
| Parlament de Nova Zelanda |      |                |        |          |
| Anys                      | Leg. | Circumscripció | Llista | Partit   |
| 2005-2008                 | 48   | Whanganui      | 34     | Nacional |
| 2008-2011                 | 49   | Whanganui      | 42     | Nacional |
| 2011-actualitat           | 50   | Whanganui      | 32     | Nacional |

En les eleccions de 1999 i en les eleccions de 2002 Borrows va ser candidat, però no fou victoriós.
En les eleccions de 2005 Borrows fou el candidat del Partit Nacional en la circumscripció electoral de Whanganui. Aconseguí derrotar a Jill Pettis del Partit Laborista, qui havia estat diputada per Whanganui des del 1993 fins aleshores. Borrows va rebre el 49,28% del vot contra el 41,81% de Pettis.
En les eleccions de 2008 amplià el seu marge de victòria. Borrows va rebre el 56,30% del vot contra el 37,61% de Hamish McDouall del Partit Laborista.
En les eleccions de 2011 Borrows va rebre un percentatge més baix que en les prèvies eleccions. Va rebre el 53,69% del vot contra el 37,51% de McDouall. El 2014 revalidà el càrrec.
El 2017 no es presentà a la reelecció, ja sempre va ser la seva intenció servir només durant quatre mandats.

### Ministre
En finalitzar les eleccions de 2011 i a l'organitzar el Primer Ministre John Key el seu nou gabinet, Borrows fou nomenat el Ministre de les Corts Judicials. Va reemplaçar Georgina te Heuheu, qui es retirà de la política en finalitzar aquelles eleccions.

## Vida personal
Els pares de Borrows eren socialistes. Va començar a ser policia a l'abandonar els seus estudis secundaris en el penúltim any d'escola. Fou l'únic policia treballant a Patea, un poble de Taranaki, entre el 1985 i el 1988. Borrows està casat amb Ella i tenen tres fills.
El febrer de 2023 la filla de Borrows va publicar a Facebook que tenia un carcinoma de cèl·lules escatoses i que la seva salut s'havia deteriorat molt. Va morir a Hāwera el 27 de febrer, als 65 anys.